# 장감박의
장감박의(將鑑博議)는, 중국 춘추 전국 시대의 손무(孫武)에서 오대(五代) 후당(後唐)의 곽숭도(郭嵩韜)에 이르기까지 94명의 중국 역대 명장들의 자질과 득실을 논평한 책이다. 전10권. 
《장감박의》는 94인의 명장의 득실을 의리와 군사적 측면에서 냉철하게 평가했다는 점에서 무재(武才, 군사적 재능)와 의리(義理, 유교적 도덕관)를 겸비한 문무일도의 유장을 최고로 쳤던 조선의 지향과도 맞물리고, 여기에 《경국대전》을 비롯한 법전에 무과 시험의 과목으로 채택되면서 조선 사회에서 오랫동안 인기를 누리게 된다.

## 개요
원래 명칭은 《역대장감박의》(歷代將鑑博議)로 중국 왕조에서는 자료마다 이 책의 이름이 조금씩 다르게 나타나는데, 《송사》(宋史)와 《속문헌통고》(續文獻通考)에는 '역대장감박의'로, 《백천서지》(百川書誌)에는 '장감박의논단'(將鑑博議論斷)으로, 《사고전서총목》(四庫全書總目)에는 '장감논단'(將鑑論斷)으로 나온다.
저자는 중국 남송의 학자이자 관료였던 대계(戴, 1141~1215)로 여겨져 왔는데, 서문에는 이 책이 '소흥 신유년(1141년) 중추일'(紹興辛酉仲秋日)에 쓴 것으로 되어 있고 이는 대계의 생몰년과 충돌하는 부분이다. 청대 《사고전서총목》에서도 이 점을 지적하여 남송의 관료였던 대계와 동명이인으로 보고 있다. 중국의 자이스항(翟士航)과 동언린(董恩林)은 대계가 쓴 서문과 당시의 시대 상황, 《송사》(宋史) 대계열전 등을 분석하여 소흥 원년(1132년)에 진사(進士)가 되었다는 요정직(饶廷直, ?-?)을 《장감논단》의 저자로 특정하고, 이 책이 전수되는 과정에서 수십 년 후 대계가 개정한 것으로 결론지었다.
이후 1365년 원(元)의 우할(右轄) 관직에 있던 장 공(張公)이 오흥에서 이 책을 보고 '논평이 이치에 어긋나지 않고 사람을 경계하고 권면하는 점이 크다고 판단하여 양유정(楊維禎)에게 서문을 부탁하여 간행하였고, 명대에도 송대 마사판(麻沙版)을 무정후(武定侯) 곽훈(郭勳, 1475-1542)이 중간, 간행하였다(《사고전서총목》). 
《장감박의》는 한국에도 전래되었는데 그 시기는 정확히 알 수 없으나 조선 세종 연간에 간행되었다는 것이 확인 가능한 가장 오래된 기록이다. 다만 세종 때에 간행된 《장감박의》는 중국에서의 전해진 것과는 차이가 있는데, 세종 19년(1473년) '논의만 있고 사적이 없어서 결단할 근거가 없다'는 독자들의 의견을 들은 세종이 집현전에 명하여 내용을 보완한 형태로 간행하도록 하였고(후술), 이후 여러 차례 간행되어 널리 읽히게 되었다. 본 항목에서는 이를 '조선본', 중국에서 전래된 '중국본'과 구별하여 설명한다.

## 구성 및 내용
구성은 1141년 대계의 '장감박의서'(將鑑博議敍), 1366년 양유정의 '장감박의서'(將鑑博議序), 목차, 명장의 행적 및 논평 순으로 되어 있다. 수록된 장수는 94명(중국에서의 전래본은 93명)이며, 이 가운데 한신(韓信) ･ 사마의(司馬懿) ･ 왕맹(王猛) ･ 최호(崔浩) ･ 곽자의(郭子儀)는 상･하로 구분되어 있다. 
- 권1: 손무(孫武), 범려(范蠡), 전양저(田穰苴), 손빈(孫臏), 오기(吳起), 악의(樂毅), 전단(田單), 조사(趙奢), 염파(廉頗), 이목(李牧), 백기(白起), 왕전(王翦), 몽염 등 13인,
- 권2: 장량(張良), 한신, 번쾌(樊噲), 주아부(周亞夫), 위청(衛靑), 곽거병(霍去病), 이광(李廣), 이릉(李陵), 조충국(趙充國), 풍봉세(馮奉世), 진탕(陳湯) 등 11인,
- 권3: 등우(鄧禹), 등훈(鄧訓), 구순(寇恂), 풍이(馮異), 가복(賈復), 오한(吳漢), 잠팽(岑彭), 경감(耿弇), 경공(耿恭) 등 9인,
- 권4: 왕패(王覇), 장궁(臧宮), 제준(祭遵), 마원(馬援), 반초(班超), 두헌(竇憲), 우후(虞詡), 황보숭(皇甫嵩) 등 8인,
- 권5: 장료(張遼), 사마의, 등애(鄧艾), 제갈량(諸葛亮), 관우(關羽), 위연(魏延), 주유(周瑜), 노숙(魯肅), 여몽(呂蒙), 육손(陸遜), 육항(陸抗) 등 11인,
- 권6: 양호(羊祜), 두예(杜預), 왕준(王濬), 풍륭(馮隆), 주처(周處), 조적(祖逖), 주방(周訪), 도간(陶侃), 사현(謝玄) 등 9인,
- 권7: 왕맹, 단도제(檀道濟), 왕진악(王鎭惡), 위예(韋叡), 최호, 우근(于謹), 곡률광(斛律光), 위효관(魏孝寬) 등총 8인,
- 권8: 장손성(長孫晟), 양소(楊素), 한금호(韓擒虎), 하약필(賀若弼), 사만세(史萬歲) 등 5인,
- 권9: 이정(李靖), 이적(李勣), 이효공(李孝恭), 울지공(蔚遲恭), 소정방(蘇定方), 설인귀(薛仁貴), 배행검(裴行儉), 당휴경(唐休璟), 장인원(張仁愿), 왕충사(王忠嗣), 이광필(李光弼) 등 11인,
- 권10: 곽자의, 이포진(李抱眞), 이성(李晟), 이소(李愬), 마수(馬燧), 혼감(渾瑊), 왕언장(王彦章), 곽숭도 1인 등 8인

내용은 세 부분으로 나뉘는데, 인물마다 성명 아래에 작은 글씨로 붙인 표목(標目), 인물의 사적, 인물에 대한 논평이다. 
먼저 표목은 "권모는 잘하나, 인과 의는 부족하다."(有餘於權謀 以不足於仁義, 손무), "명철하면서도 결단력 있다."(明而有斷, 주유) “지혜롭고 충성스럽지만 순신(純臣)은 아니다.”(智而忠 非純臣), “호랑이와 같아 사람이 호랑이를 찔러 죽이지 않으면 호랑이가 필시 사람을 해칠 것이다.”(韓信譬則虎也 人不刺虎 虎必傷人, 한신), “인인 군자의 마음과 영웅호걸의 재주와 충신 의사의 절조가 있다.”(有仁人君子心 有英雄豪傑才 有忠臣義士節, 제갈량), “재주와 식견과 국량을 갖추었다”(有才有識有量, 곽자의) 등으로 대부분 해당 인물의 자질이나 능력을 짧게 평가하였다(조선본에는 이 부분 다음으로 줄을 바꾸고 두 칸을 내려 해당 인물의 사적을 실었는데, 이 부분은 세종이 집현전에 명하여 덧붙인 내용으로 중국본에는 없다). 
그리고 다시 줄을 바꾸어 해당 인물의 득실이나 잘잘못을 논평한 글이 나오는데 이 부분이 대계가 지은 것으로, 조선본이나 중국본이나 《장감논단》도 표목 다음에 사적이 없이 바로 대계의 논평이 나온다. 논평은 크게 인물의 자질과 군신 관계, 그리고 이민족 등 주변 상황으로 구분해 볼 수 있다. 인물의 자질이 가장 많은 부분을 차지하는데, 어질다거나 잔인하다, 용감하다 같은 해당 인물의 성품과 함께 병법 ･ 지리 ･ 천문 등에 대한 지식과 능력, 문무에 모두 능통한 특징 등을 다루었다. 
《장감박의》에서 대계는 개인의 자질과 군신 관계, 주변 상황 등의 측면에서 냉철하게 평하면서, 특히 아무리 전쟁 중이라도 자신의 이익을 위해 함부로 무고한 사람을 죽이는 것은 역천(逆天) 즉 하늘의 뜻을 거스르는 짓으로 그런 짓을 저지른 자들의 말로가 하나같이 좋지 않았다고 비판하였다. 후한의 등우(鄧禹)를 평한 부분에서 “남을 죽여 자신을 보전하고 남을 해쳐 자신을 이롭게 하는 건 하늘의 이치를 어기는 것이다."(殺人以自全 害人以自利 是逆天也)라고 하고는, 등우는 한 명도 함부로 죽인 적이 없는 '인의의 장수'(仁義之將)라 칭송하였다. 반면에, 진나라의 백기(白起)와 전한의 이광(李廣) ･ 후한의 우후(虞詡)에 대해서는 "무고한 사람을 함부로 죽여 그 업보로 스스로 목숨을 끊거나 후손이 끊어졌다"며 여러 차례 비판한다.
군신 관계는 장수가 군신의 의리를 잘 아느냐 모르느냐도 다루었지만, 군주의 역할을 강조한 부분도 여러 번 보인다. 예로 당나라의 울지공(울지경덕)에 대해서는 “장수의 용맹은 군주가 어떻게 부리느냐에 달려 있다.”(將之勇敢 在乎駕馭)라고 하였고, 설인귀에 대해서는 “예로부터 지금까지 설인귀만큼 용맹하나 알아주는 군주를 만나지 못하여 보잘것없이 묻힌 자들이 많다.”(自古及今 勇如仁貴而不遇其主 沈淪湮沒者多矣)라고 하여, 당 태종이 영웅을 발탁하고 부리는 방도를 아낌없이 발휘하였다고 일컬었다. 또 전한 고조와 후한 광무제를 비교하면서 '군신 간의 믿음'으로 인해 광무 시대에 현장(賢將)이 많았다고 평하였다.
당시의 상황과 관련해서는 흉노, 돌궐 등 이민족의 성쇠와 그에 따른 정책, 중국 남방과 북방의 기질 및 전투 수행의 차이, 당시 조정의 분위기 등을 다루었다. 
또한 장수들의 의리적 측면뿐 아니라 군사적 판단과 대처 능력에 대해서도 냉철하게 평하고 있다. 권7 '왕맹'편에서는 제갈량이 양의(楊儀) ･ 위연(魏延) 등 예하 장수를 제대로 알아보지 못하고, 오(吳)와 위(魏)에 대한 오판을 저질러 촉이 피폐해졌다며 “인재를 알아 보는 안목과 적의 정세를 헤아리는 세밀함은 (제갈량이) 왕맹에게 미치지 못하는 점이 많았다.”(至於知人之明 料敵之審 則亮不逮猛多矣)라고 하였고, 10권에서 곽자의가 수적으로 30배 가까이 열세인 상황에서 적을 회유하겠다고 홀로 적진으로 들어가 승리한 일에 대해서는 “일시적으로 만난 행운으로 결코 본받아서는 안 된다.”(一時幸會 不可爲法)고 경계하였다.

## 한국으로의 전래 및 유통
한국에 《장감박의》가 전해진 것이 언제인지는 구체적으로 알 수 없으나, 《장감박의》 관련 기록이 처음 나오는 것은 《세종실록》 세종 11년(1429년)의 일이다. 훈련관 제조(訓鍊觀提調) 이춘생(李春生) ･ 변처후(邊處厚) 등이 무관의 지속적인 훈련과 그 평가 방책에 대해 건의하면서 《장감박의》의 강론을 포함하자고 건의하였는데, 《장감박의》를 두고  "역대 장수들이 행한 일의 잘잘못을 자세히 기록하고, 《춘추》(春秋)에서 성인(聖人)이 포폄하신 권형(權衡)을 갖추고 있어 실로 무경칠서의 날개 같은 책"이라 평가하고 있다. 이후 병조에서 검토하여 이를 시행할 것을 아뢰었고 세종이 이를 따랐다. 
세종 16년(1434년)에는 무과 과목(선택과목)으로 포함하도록 하였는데, 먼저 기사(騎射)를 실시하고, 다음에 격구(擊毬)를, 그다음에 150보를 실시하고, 그다음으로 사서오경 ･ 《자치통감》 ･ 《장감박의》 ･ 《소학》 ･ 무경칠서 가운데 응시자의 자원에 따라 한 가지를 택하여 강(講)하게 하고 무경칠서의 기준에 따라 점수를 매기게 한 것이었다. 그 배경은 이미 세종 4년에 '장수는 지략뿐만 아니라 의리도 알아야 한다'는 주장이 대두되어 기존의 무경칠서 외에 사서오경의 유교 경전 가운데 하나를 택하여 강하게 하고 무경칠서의 기준에 따라 점수를 주게 하였던 시대적 배경과 연계되어 있는 것으로 보인다.
그리고 이 과정에서 '논의만 싣고 사적을 싣지 않아 결단하는데 자세히 살필 근거가 없다'는 독자들의 지적을, 훈련관 제조 조비형(曺備衡)과 변처후 등이 세종에게 아뢰었고, 세종은 집현전에 명하여 사기(史記)와 전기(傳記)를 참고해서 관련 사실을 뽑아내고 분류하여 논의 앞에 그 내용을 삽입해 읽기 간단하고 쉽게 만들도록 수정해서 주자소(鑄字所)에서 간행하도록 하였다(초주갑인자본). 새로 간행된 《장감박의》의 발문은 집현전 응교 남수문(南秀文, 1408-1443)이 썼으며 집현전 저작랑(著作郞)으로 있던 김담(金淡, 1416-1464)도 참여하였다.
《고사촬요》(攷事撮要)에는 당시의 책판목록이 실려 있는데, 선조 1년(1568)과 6년(1573) 판본에는 《장감박의》의 책판이 경기도 수원, 충청도 홍주, 황해도 해주, 강원도 원주, 경상도 상주 등 5곳에 보관되어 있고, 18년(1586) 판본에는 경상도 진주까지 더해져 총 6곳에 보관되어 있다고 기록되어 있다. 이를 통해 조선 전기에 《장감박의》가 전국적으로 왕성하게 간행되었음을 짐작할 수 있다.
조선 초기부터 전 기간에 걸쳐 활발히 유통되었으며, 세종 때부터 무과 시험의 한 과목으로 채택되어 조선 최초의 법전인 《경국대전》에 명문화되고, 조선 후기에는 빈청강(賓廳講)의 주요 과목으로 채택되었다. 영조 41년(1765년)에 영조 자신이 지은 어제(御製) 서문이 붙어 간행되기도 했다. 
숙종 8년(1682년) 때는 궁궐의 숙위와 호종을 맡아보던 삼청(三廳)의 금군을 선발하는 시험에 《장감박의》도 포함할 것을 청하자, 좋은 의견이라며 그대로 시행하라고 하였다. 영조는 재위 기간 내내 빈청강을 시행하여 불통한 자를 추고하곤 하였는데, 영조 11년(1735년)에 부총관 조호신(趙虎臣, 1687-1749)이 근래 연소한 무사들이 행진(行陣), 부오(部伍) 등 군사 실무에 매우 어둡다는 이유로 《삼략》이나 《장감박의》보다는 군사훈련 교범인 《병학지남》(兵學指南)을 위주로 빈청강을 행하자는 의견을 내놓았는데, 이에 예조판서 김취로(金取魯)가 《병학지남》이 왜적을 정벌하는 데 편리한 실전용 교범이라고는 해도  《삼략》이나 《장감박의》은 병가(兵家)의 본업으로서 일시에 만들어 낸 책과는 비교할 것이 아니라며 빼서는 안 된다고 반박하였고, 영조도 국가에서 법을 제정한 것은 그 조목이 각각 다르니 지금의 법대로 착실히 거행하라고 하였다. 37년 빈청강 자리에서 무관들이 《장감박의》를 읽지 않고 빨리 진급하려는 것은 나쁜 습관이니, 해당 청(수어청)에 분부하여 입직할 때는 반드시 《장감박의》를 읽은 후에 교대하라고 명하였다.
조선왕조실록에는 《세종실록》에 처음 보이기 시작하여 순조 때까지 《장감박의》의 이름이 등장하고, 문집에도 여러 차례 보인다. 또한 무과 시험이나 빈청강 같은 경연에서뿐 아니라 실제 근무 중에도 군졸들에게 병서를 읽도록 권장한 기록이 있는데, 성종 5년(1474)에는 병조에서 겸사복(兼司僕) ･ 내금위(內禁衛) ･ 충의위(忠義衛) 등의 사졸 중에서 문리를 아는 자 한 
명을 뽑아서 스승으로 삼아, 사졸들이 입직할 때마다 경서와 무경 ･ 《역대병요》 ･ 《장감박의》 중에 원하는 것을 가르쳐 문리를 알게 된 자는 그 스승과 함께 포상할 것을 건의하자 윤허하였다. 17년에는 대사헌 이경동(李瓊仝) 등이 차자를 올려 도총부 경력에 임명된 임영년(林永年)이 재주가 없다고 개차(改差)할 것을 청하자, 성종이 승정원에 명하여 임영년에게 《맹자》 ･ 《모시》(毛詩)와 함께 《장감박의》를 강하게 한 후 개차하지 말라고 전교하거나 임진왜란 초기인 1592년 11월 선조가 동지중추부사 류영길(柳永吉)과 한성판윤 김수(金睟)를 불러서 적병의 숫자와 영호남에서의 전투 상황을 묻는 자리에서, 의령(宜寧) 지역에서 의병을 일으킨 곽재우(郭再祐)에 대해 묻는 선조에게 김수가 "신이 그 사람을 만나보지는 못했지만 대체로 그 사람됨이 보통은 아닙니다. 어려서 무예를 닦고 《장감》(장감박의)을 읽어서 문자를 터득해 일찍이 정시(庭試)에서 장원을 했습니다. (중략) 의령 ･ 삼가(三嘉)가 온전한 것은 곽재우의 공입니다."라고 대답하는 등, 《장감박의》가 주요 직위자의 자격이나 능력을 판단하는 하나의 요소로 작용하고 있음을 볼 수 있다.
또한 임진왜란 때의 영해 지역의 의병장 백몽표(白夢彪, 1566-1627)는 틈이 날 때마다 《장감박의》를 읽었다고 하며, 이인좌의 난을 진압하는데 기여했던 이삼(李森, 1677- 1735)은 공무 중에 틈이 날 때마다 역사서와 전기류를 두루 보았는데 특히 《장감박의》과 《무예도보통지》(武藝圖譜通志) 등을 좋아했다고 한다. 
한편 조선 중기의 문신 조팽년(趙彭年, 1549~1612)은 '장감박의 제장 찬시'(將鑑博議諸將贊詩)라 하여 《장감박의》에 수록된 94명의 장수 가운데 62명(왕준, 조적의 경우는 제목만 있다)에 대하여 칠언절구의 시를 지었다(《계음집》). 이현석(李玄錫, 1647-1703)은 「독서잡록」(讀書雜錄)에서 의리가(義理家), 경륜가(經綸家), 문장가(文章家) 등이 읽어야 할 책을 제시했는데, 병가(兵家)가 읽어야 할 책으로 태공의 《육도》(六韜), 제갈량의 《심서》(心書), 《장감박의》, 《삼략》 등을 제시하고 모두 
숙독하고 깊이 궁구해야 한다고 하였다.
또 전라우수사, 도총관 등을 지낸 김광(金洸, 1719-1792)은 《장감박의》의 음과 뜻을 잘 모르는 휘하 사졸들을 위해 자신이 《장감박의》를 따로 주해한 '장감주석'(將鑑註釋)을 짓기도 했으며, 이인행(李仁行, 1758-1833)은 평안도 위원군(渭原郡)에서 유배 생활을 할 때에 관인(館人)이 매일 자신이 읽는 《장감박의》를 가져와서 자신에게 그 의미를 물어 봐서 이인행 자신이 병학에 밝지 못한 가운데서도 자신이 아는 선에서 최대한 대답해 주는 한편으로 "알고 있는 것을 다 알려 주기는 했지만 감히 잘 알지도 못하는 걸 억지로 논했다는 비난을 받지나 않을지 모르겠다."라고 토로했다.

## 판본
《장감박의》는 조선 전기에는 무과 시험이나 경연, 또는 실생활에서 두루 활용되고 애독되던 책 가운데 하나였고, 임진왜란 이후에는 병학(군사학) 교육이 강화되면서 또한 그에 따른 수요도 계속 발생했다. 조선 전기에는 부임지로 가는 지방관에게 조선본 《장감박의》를 하사하거나 또는 지방관이 부임을 앞두고 요청한 것에 응해서 추가로 간행하기도 하였다. 아울러 성종 10년에 당시 평양부에서 유통되던 《장감박의》가 판이 깨지고 글자가 잘못되어 읽을 수 없는데다 그것이 '논만 있고 전이 없는' 책, 즉 중국본 《장감박의》라는 소식을 듣고 전을 포함시킨 조선본을 인쇄하여 나누어 주도록 하는 등 《장감박의》의 중국본이 아닌 조선본을 확산시키는 데에도 조선 조정에서 관심을 보였다.
2024년 9월 30일 한국의 국립중앙도서관 ‘고문헌종합목록’에 따르면 조선본 《장감박의》는 국립중앙도서관을 비롯하여 서울대학교 규장각, 한국학중앙연구원 장서각, 그리고 건국대 ･ 경기대 ･ 계명대 ･ 고려대 ･ 국민대 ･ 동신대 ･ 성균관대 ･ 숙명여대 ･ 연세대 ･ 용인대 ･ 전남대 ･ 충남대 ･ 한양대 도서관과 사우당(四友堂) 종택에 소장되어 있고, 서울 종로도서관에 그 필사본이 소장되어 있다. 하지만 대부분 낙질본이고 또 간행처와 간행 연도가 분명하지 않아 세종 때인 1437년에 처음 간행된 판본 즉 초주갑인자본인가의 여부를 확인하기가 어렵다. 다만 이들의 판본에 따른 내용상 차이는 거의 없어서, 세종조에 처음 간행되었던 당시의 틀은 그대로 유지해 왔을 것으로 추정할 수 있다.
현전하는 판본 가운데 간행 연도가 밝혀진 것으로는 선조 6년(1573) 해주에서 발행된 목판본이 가장 오래되었고, 다음으로는 광해군 연간(1608-1623), 효종 9년(1658), 숙종 17년(1691), 영조 41년(1765), 정조 15년(1791) 판본이 남아 있다. 이 가운데 광해 연간(1608년)의 훈련도감자본(목활자본) ･ 숙종 17년(1691년)의 목판본 ･ 영조 41년(1765년)의 무신자본(금속활자본)만 전권(10권)이 보존되어 있다(다만 이들 가운데에도 숙종 17년본만 10권 7책이고 나머지 둘은 모두 10권 5책이다). 무신자본의 경우는 책에 인물마다 성명 아래에 작은 글씨로 붙인 표목을 유일하게 쌍행(雙行)으로 표시했으며(나머지는 모두 일행一行) 도승지 구윤옥(具允鈺, 1720-1792)이 영조의 명을 받고 작성한 '어제제장감권수'(御製題將鑑卷首), 양유정의 서문, 목차의 순서로 이루어지고 대계의 서문은 빠져 있다. 당시 영조는 그해 4월 조강(朝講)에서 《장감박의》의 판목이 매우 귀하다는 보고를 받고는 훈련원에 명하여 《장감박의》 한 벌을 인쇄해서 올리도록 했으며, 얼마 뒤 5월 4일에 주서(主書)에게 《장감박의》 초권을 가져오게 하여 구윤옥에게 어제서문을 쓰라고 명하고, 인쇄를 마친 뒤에는 한 벌을 호남에 내려보내 간행토록 분부하였다.
또한 중국 운남대학교 도서관(中國雲南大學校圖書館)에는 영조의 어제 서문이 있는 판본의 필사본이, 러시아 국립도서관에는 숙종 때인 1691년 판본이 소장되어 있다. 일본 궁내청 서릉부에도 《역대장감박의》의 판본이 소장되어 있는데, 대한 제국 제실도서관 소장본을 뜻하는 도장(장서인)인 ‘제실도서지장’(帝室圖書之章)이 찍혀 있어 한국에서 유출된 것으로 여겨진다. 경술국치(1910년) 이후 옛 규장각과 대한 제국 제실도서관에 있던 제실도서들이 고스란히 조선총독부로 넘어갔고, 이 중 일부가 일본 궁내청에 기증 형식으로 넘어간 것이다.

### 내용주
1. ↑  서문에는 춘추 시대부터 오대까지 논술한 것이 모두 100편이라고 하였는데, 원대 양유정의 서문에서는 춘추의 손무부터 오대의 곽숭도까지 '범약간인'의 고하와 장단점을 논단했다고 하였고, 한국에 현전하는 《장감박의》에는 94명이 실려 있다. 또한 중국에 전해지는 《장감논단》에는 몽염(蒙恬)을 제외한 93명이 실려 있다. 이를 통해 보면 대계가 처음 편찬했을 때의 모습과는 조금 차이가 있을 것으로 보인다.[1]
2. ↑  김막순은 조선에서 간행된 《장감박의》에 모두 원대 인물인 양유정의 서문이 실려 있는 점, 그리고 《장감박의》 관련 기록이 《세종실록》 세종 11년(1429년)에 처음 나온다는 점을 들어 원나라에서 출판(1365년)되고 그리 오래지 않아 전해졌을 것으로 추정할 수 있다고 하였다.[7]
3. ↑  무과에 사서오경 등 무예 이외의 과목이 포함되어 있는 것은 고려 시대의 경험을 토대로 무신들의 정권화를 방지하기 위한 견제 정책의 의미도 있었다는 견해가 있다.[10]
4. ↑  빈청에서 무신 당하관을 대상으로 강(講)을 시험하여 결과에 따라 승진시키거나 징계하는 제도로, 빈청 강서(賓廳講書)라고도 한다. 빈청강은 두 달에 한 번 거행하였는데, 그 날짜가 21일로 정해져 있었다.